# دوشس (آلبرتا)
دوشس (به انگلیسی: Duchess) یک منطقهٔ مسکونی در کانادا است که در آلبرتا واقع شده‌است. دوشس ۱٬۰۸۵ نفر جمعیت دارد و ۷۶۰ متر بالاتر از سطح دریا واقع شده‌است.